# Dadong-Zentrum für Kunst und Kultur
Das Dadong-Zentrum für Kunst und Kultur (chinesisch 大東文化藝術中心, Pinyin Dàdōng Wénhuà Yìshù Zhōngxīn) liegt im Bezirk Fengshan der Stadt Kaohsiung im Süden Taiwans. Es ist nach der Dadong-Grundschule benannt, auf deren Gelände sich das Zentrum befindet.

## Lage und Baugeschichte
Das Dadong-Zentrum umfasst eine Fläche von 4,3 ha. Unter den Architekten, die sich für die Durchführung der Konstruktion beworben hatten, wurden die taiwanischen Architekten Malone Chang und Chen Yu-lin sowie das niederländische Architekturbüro Cie. ausgewählt und mit der Planung beauftragt. Die Bauarbeiten dauerten vom 5. Dezember 2008 bis zum 23. März 2012. Augenfälligstes Merkmal der Anlage ist ihre Dachkonstruktion, die aus elf Elementen aus hitzebeständigem sowie licht- und luftdurchlässigem Material besteht, deren Aussehen an den unteren Teil von Heißluftballons erinnert.
Am 23. März 2012 wurde das Zentrum mit einer Aufführung des Kindertheaters Paper Windmill offiziell eingeweiht.

## Nutzung
Das Dadong-Zentrum umfasst eine Veranstaltungshalle, die mit einer Freilichtbühne kombiniert werden kann (insgesamt 800 Sitzplätze), eine Ausstellungshalle, ein Bildungszentrum und eine dreistöckige Kunst-Bibliothek mit dem Schwerpunkt Kinder- und Jugendliteratur. Das Zentrum ist als multifunktionales Gelände für unterschiedliche Veranstaltungen konzipiert und soll zudem ein Ort der Bildung für Kinder und Jugendliche sein. Dies zeigt sich auch in der engen Verbindung des Zentrums mit der Dadong-Grundschule, die auf den Schwerpunkt ästhetische Erziehung ausgerichtet ist.

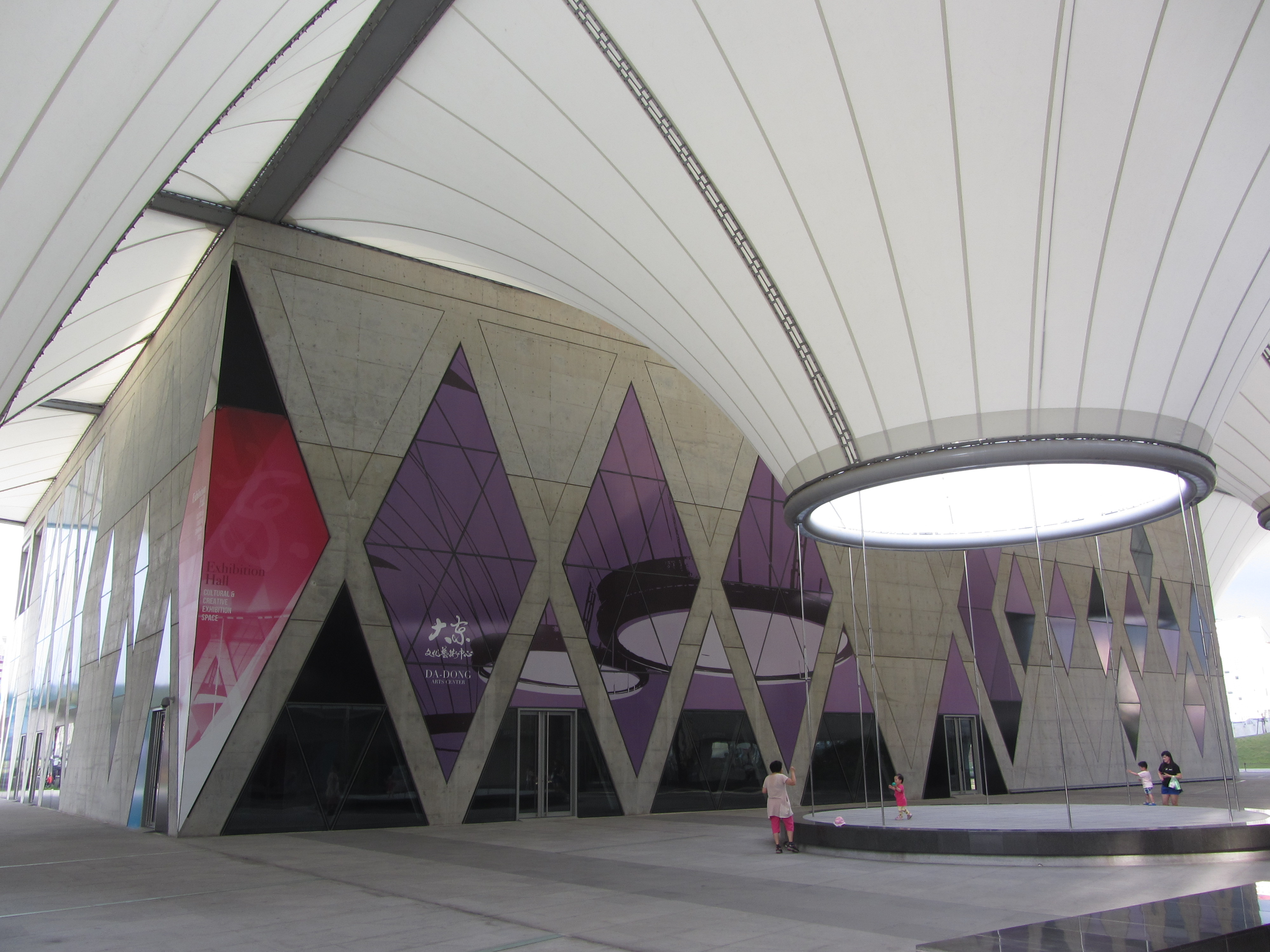
Die Ausstellungshalle
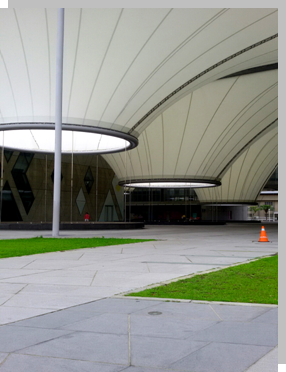
Deckenkonstruktion des Zentrums